# Populární mechanika pro děti
Populární mechanika pro děti (anglicky Popular Mechanics for Kids, zkráceně PMK) je kanadský vzdělávací televizní pořad založený na časopisu Populární mechanika Pořad byl vysílán na Global TV od roku 1997 do roku 2000, přičemž reprízy byly vysílány na kanadském kanálu BBC Kids až do jeho ukončení v roce 2018. V České republice pořad vysílala Česká televize na kanálech ČT1 a ČT2. Původní obsazení zahrnovalo Elishu Cuthbertovou, Jaye Baruchela, Tylera Kyta, Vanessu Lengiesovou a Charlese Powella.

## Přehled
Účelem Populární mechaniky pro děti bylo naučit děti, jak věci fungují. Epizody pokrývaly širokou škálu témat, včetně zvířat, systémů lidského těla, zábavních parků, elektřiny a letadel.
Každou epizodu vedli moderátoři Jay (rané epizody), Elisha, Tyler a Vanessa (pozdější epizody), kteří podnikali dobrodružství po celém světě vztahující se k ústřednímu tématu každé epizody. Segmenty s komediálními skeči byly do pořadu začleněny, aby vyvážily vzdělávací obsah.
„Mechanika s Nixem a Tixem“ (obvykle zkracováno na „Nix a Tix“) byl animovaný segment, který používal grotesku k dalšímu vzdělávání a zábavě diváků k tématu epizody.
Během segmentu „Charlieho Experiment/Tip“ herec Charles Powell odpovídal na otázky, učil a předváděl experimenty související s tématem epizody. Bylo běžné, že v tomto segmentu účinkovaly a pokládaly otáky skutečné děti, ale v pozdějších řadách účinkoval pouze Powell. Powell, jako jediná opakující se dospělá postava v pořadu, často sloužil jako mentor pro diváky a moderátory a učil koncepty jako požární a osobní bezpečnost.

## Produkce
Pořad byl natáčen převážně v Montrealu, provincii Québec. Pořad produkovala Global Television Network v Kanadě, Hearst Entertainment ve Spojených státech amerických a nakonec, závěrečné epizody v roce 2000, TVA International v Kanadě.
V roce 1997 se herecký tým, štáb a produkční tým vydali na třídenní natáčecí expedici na palubě USS Eisenhower ve Virginii, aby zachytili záběry pro nadcházející epizodu zaměřenou na letadlové lodě.
Mezi další významné navštívené lokality patří Kanadská královská mincovna, Johnsonovo vesmírné středisko a Keckovy dalekohledy.